# She Said, She Said
«She Said, She Said» (с англ. — «Она сказала, она сказала») — песня английской группы «The Beatles», написанная Джоном Ленноном и впервые появившаяся на альбоме 1966 года — «Revolver». Её тема возникла у Джона после одной из вечеринок с приёмом ЛСД, когда американский киноактёр Питер Фонда сказал ему: «Я знаю, что такое быть мёртвым». Это — первый текст Джона, построенный на наркотическом откровении. В песне «Tomorrow Never Knows» Джон описывает все вытекающие из этой идеи ужасные последствия, a «She Said» превращает связанные с этим образом ассоциации в одну из начальных глав автобиографии Леннона и делает её первым шагом к альбому «Plastic Ono Band».

## О песне
Толчком для написания песни послужили слова Питера Фонды на психоделической вечеринке, состоявшейся во время очередных американских гастролей «Битлз» в конце августа 1965 года. На тот момент времени, Питер только что перенёс смертельно опасную операцию и, находясь под впечатлением, всё время повторял: «Я-то знаю, каково это — умереть». Группа остановилась в роскошном доме по адресу 2850 Бенедикт каньон, Беверли Хиллз. Вскоре, когда в городе стало известно местонахождение музыкантов, туда массовыми потоками направились поклонники «Битлз». Фанаты приезжали по известному адресу на автомобилях, из-за чего движение на бульваре Сансет почти полностью парализовалось. Несмотря на заметную удалённость дома от города, это не мешало поклонникам пытаться проникнуть на его территорию. Полицейское управление направило наряд полиции, отвечавших за безопасность музыкантов. Были известны случаи, когда некоторые из поклонников группы даже арендовали вертолёты, чтобы шпионить с воздуха. Музыканты не имели возможности покинуть город. Во время гастролей «Битлз» также встретились с актрисой Элинор Брон (сыгравшей одну из главных ролей вместе с группой в фильме — «На помощь!»), Пегги Липтон и известной исполнительницей фолк-музыки Джоан Баэз. 24 августа участники группы «Битлз» встретились с музыкантами «The Byrds» и киноактёром Питером Фондой. Во время того же самого визита музыкантов в Лос-Анджелес состоялась историческая встреча «Битлз» с Элвисом Пресли.
О создании песни Леннон рассказал в одном из частных интервью:
«Мы жили в одном из домов, похожих на дом Дорис Дэй, и приняли кислоту втроём — Ринго, Джордж и я. И кажется, Нил. Пол отказался наотрез, и мы безжалостно повторяли: «Мы все принимаем её, а ты — нет». Прошло немало времени, прежде чем Пол последовал нашему примеру.
Мы не могли есть, мне это никак не удавалось, мы просто брали еду руками. Там были люди, которые прислуживали нам, а мы просто побросали всю еду на пол. Когда мы вышли в сад, появился репортёр Дон Шорт. Для нас это был всего лишь второй подобный опыт, и мы ещё не знали, что кислоту лучше принимать в охлажденном виде, — мы просто приняли её. И вдруг мы заметили репортёра и задумались: «А как нужно вести себя, чтобы выглядеть как ни в чём не бывало?» Нам казалось, будто мы что-то вытворяем, но мы ошибались. Мы думали, любой поймет, что с нами. Мы перепугались, стали ждать, когда он уйдет, а он удивлялся, почему он не может подойти к нам. Нил, который никогда не принимал кислоту, но на этот раз попробовал её, всё равно оставался нашим администратором. Мы попросили: «Отделайся от Дона Шорта». А Нил не знал, как это сделать — он просто напрягся.
После того как мы приняли кислоту, пришёл Питер Фонда, уселся рядом со мной и зашептал: «Я знаю, что значит быть мёртвым». Вот этого мы не желали слушать! Мы поймали кайф, светило солнце, танцевали девушки (кажется, из «Плейбоя»), всё было прекрасно, на дворе стояли шестидесятые годы. А этот тип, с которым я не был знаком, который не снял «Беспечный ездок», да и вообще ничего не снял, подходил к нам, нацепив тёмные очки, и твердил: «Я знаю, что значит быть мёртвым». И мы старались отделаться от него, потому что он был занудой. Когда ты под кайфом, это страшно: «Не говори мне об этом. Я не хочу знать, что значит быть мёртвым!».

Эти слова я вставил в песню «She Said, She Said», только заменил «он» на «она». Так появились слова: «Она сказала, она сказала: «Я знаю, что значит быть мёртвым». Это песня о кислоте».
Из интервью Питера Фонды журналу «Rolling Stone»:

"Пол и Джордж были на заднем дворике, над нами территорию все время патрулировал полицейский вертолёт. Это двое сидели за столиком под зонтом — комичная попытка добиться уединения. Вскоре после этого мы приняли кислоты и начали путешествовать, что продлилось до следующего дня. Для всех нас, включая участников группы Byrds в её первом составе, в конце концов всё закончилось в пустой ванне, в которой нашему расширенному сознанию удалось выговориться полностью.
Находясь вместе в одной компании, я был удостоен чести выслушивать, как все четверо поют вместе, дурачатся, планируют сочинить новые песни и чего они хотят ими достигнуть. Они были полны энтузиазма, веселы и радостны. Джон из всех был самым остроумным. Мне понравилось слушать, что он говорит, в его манере не было притворства, он был естественен. Он просто сел рядом, разложил бумажки со стихами и размышлял над ними удивляясь. Джон много говорил, но при этом говорил вещи весьма-весьма личные.

Атмосфера была полностью психоделической потому, что они продолжали находить девчонок, спрятавшихся под столами и не только. Ринго играл в бильярд, перевернув кий наоборот: «Неправильно?» — он вопрошал, — «Да какая к чёрту разница?». Оригинальный текст (англ.)I finally made my way past the kids and the guards. Paul and George were on the back patio, and the helicopters were patrolling overhead. They were sitting at a table under an umbrella in a rather comical attempt at privacy. Soon afterwards, we dropped acid and began tripping for what would prove to be all night and most of the next day; all of us, including the original Byrds, eventually ended up inside a huge empty sunken tub in the bathroom, babbling our minds away.

I had the privilege of listening to the four of them sing, play around, and scheme about what they would compose and achieve. They were so enthusiastic, so full of fun. John was the wittiest and most astute. I enjoyed just hearing him speak and there were no pretensions in his manner. He just sat around, laying out lines of poetry and thinking-an amazing mind. He talked a lot, yet he still seemed so private.

It was a thoroughly tripped-out atmosphere, because they kept finding girls hiding under tables and so forth; one snuck into the poolroom through a window while an acid-fired Ringo was shooting pool with the wrong end of the cue. «Wrong end?» he’d say. "So what fuckin’ difference does it make?

## Структура песни
Песня построена исключительно на трёх аккордах: си-бемоль (I), ля-бемоль мажор (ля-бемоль-VII) и ми-бемоль (IV). Песня звучит в миксолидийском ля мажоре; в припеве имеется транспонация си-бемоля, модулирующего к ми-бемоль мажору в связующей партии. Переход из одной тональности в другую происходит с фа минором (ля-минорный лад) аккорда и главным аккордом песни. Подобный способ группы использовала и в таких ранних записях, как «From Me to You» и «I Want To Hold Your Hand».
Основным элементом применённого в песне психоделического стиля является воспоминание о детстве: «Когда я был мальчиком, всё было хорошо/всё было хорошо» (эта фраза повторяется в песне дважды). Двойное использование этой фразы можно охарактеризовать, как произвольное изменение мысли с целью воссоздания счастливых воспоминаний детства. Столь внезапный переход от размышлений о смерти к воспоминаниям о детстве иллюстрирует спорадические мысли, вызванные приёмом ЛСД.
Специалисты также часто отмечают инновационный вклад Ринго Старра в песне «She Said, She Said». Звучание барабанов в этом треке создаёт впечатление отсутствия связи с вокалами или каким-либо другим музыкальным инструментом. Некоторые горячие поклонники ударных инструментов называют ударную работу Старра в этой песне одной из лучших в истории популярной музыки. Игра Ринго в этой композиции напоминает джазовый стиль Митча Митчелла, барабанщика группы «The Jimi Hendrix Experience».
Денверский коллекционер Крис Лопес обнаружил ленту с песней «She Said, She Said», в записи которой участвовал лишь один музыкант, её непосредственный автор, Джон Леннон. Первоначальным владельцем записи являлся Энтони Кокс, бывший муж второй жены Леннона, Йоко Оно. Кокс выставил запись на продажу в известном аукционном доме «Кристис» в Лондоне.

## Запись песни
Песня стала одной из последних, которая была записана во время звукозаписывающей сессии альбома «Revolver». Музыкантам потребовалось менее девяти часов для проведения ряда репетиционных сессий и записи окончательной версии песни.
По словам Харрисона, он помог структурировать окончательный вариант, он же исполнил партию бас-гитары в студии после ухода Маккартни. Позднее, Маккартни вспоминал: "Не уверен, но это одна из тех песен «Битлз» в записи которой я не принимал участие. Помнится, было что-то вроде спора между нами, я сказал, да пошли вы все, а они мне «Хорошо, мы сделаем её сами».

## В записи участвовали
- Джон Леннон — ведущий вокал, ритм-гитара, орган Хаммонда
- Джордж Харрисон — бэк-вокал, соло-гитара, бас-гитара
- Ринго Старр — барабаны

## Кавер-версии
- группой The Chords на дебютном альбоме «So Far Away».
- группой Ween на альбоме 1997 года — «Axis: Bold as Boognish».
- группой Snake River Conspiracy на EP с синглом Vulcan 1999 года.
- группой The Black Keys на альбоме «The Big Come Up» 2002 года.
- группой Gov't mule (исполнили на одном из своих «живых» концертов).
- группой Lone Star на одноимённом альбоме 1976 года.
- группой Overwhelming Colorfast на дебютном альбоме группы 1992 года.
- Марком Малкэхи на альбоме «Mojo: Revolver Reloaded» 2006 года.
- группой Yeah Yeah Noh на альбоме «Cutting the Heavenly Lawn of Greatness…Last Rites for the God of Love» 1985 года.